# Kitty Marion
Pour les articles homonymes, voir Marion.
Kitty Marion, née Katherina Schafer à Rietberg le 12 mars 1871 et morte le 9 octobre 1944 à New York, est une actrice et suffragette britannique. Elle joua un rôle majeur dans le mouvement pour le droit de vote des femmes au Royaume-Uni. 

## Biographie
Kitty Marion naît en Allemagne. Elle est décidée à monter sur scène, et rejoint sa sœur installée en Angleterre en 1886. Elle trouve un premier emploi de chanteuse et danseuse en 1889, dans le chœur de Robinson Crusoe au Théâtre royal de Glasgow, puis continue sa carrière jusqu'en 1893. Elle évoque dans sa correspondance et dans son autobiographie les promotions canapés auxquelles les agents poussent leurs clientes. Elle rejoint le Women's Social and Political Union et le militantisme féminin en 1908. Elle participe ainsi à la délégation qui cherche à accéder au Premier ministre, et est maltraitée physiquement à cette occasion. L'année suivante, en 1909, elle participe aux bris de vitres du bureau principal de poste de Newcastle, à l'occasion de la venue de Lloyd George, et elle est arrêtée. Elle est alors condamnée à un mois de travaux forcés, et alors qu'elle commence une grève de la faim, elle est nourrie de force, avec la complicité des médecins. Elle met le feu à la résidence du député conservateur Arthur du Cros, à St Leonards-on-Sea, près d'Hastings, mais n'est pas arrêtée par manque de preuves. Elle met le feu à Hurst Park Racecourse avec Clara Giveen. Elle est condamnée à trois ans de prison, mais n'en fait que quatre mois, durant lesquels elle est nourrie de force 232 fois. Elle est libérée  en lien avec le Cat and Mouse Act qui permettait au gouvernement de relâcher les détenues suffragistes rendues trop faibles par la grève de la faim, en arguant de raisons de santé. Elle effectue au total sept séjours en prison.
Lorsque la guerre éclate en 1914, le WSPU suspend ses actions suffragistes et Kitty Marion se trouve citoyenne d'un pays en guerre avec l'Angleterre. Elle a le choix entre rentrer en Allemagne ou gagner l'Amérique, ce qu'elle fait en 1915. À New York, elle participe au mouvement en faveur du contrôle des naissances avec Margaret Sanger, participe à l'ouverture de la première clinique pour le contrôle des naissances en 1921 à New York et vend le journal Birth Control Review. Elle est arrêtée à neuf reprises pour ses activités. Elle écrit son autobiographie. Durant ses dernières années, elle communique des archives et des coupures de presse à la Fawcett Library, devenue depuis la Women's Library hébergée par la London School of Economics.
Elle meurt le 9 octobre 1944 dans une maison de santé à New York.